# Al Reinert
Al Reinert (*  1947; † 31. Dezember 2018) war ein US-amerikanischer Drehbuchautor, Filmproduzent und Regisseur.

## Leben
Reinert produzierte 1989 den Dokumentarfilm For All Mankind – Ein großer Schritt für die Menschheit über das Apollo-Programm der NASA, der 1990 als bester Dokumentarfilm für den Oscar nominiert wurde. 1995 schrieb er das Drehbuch zu Ron Howards Apollo 13, wofür er erneut für den Oscar nominiert war, dieses Mal gemeinsam mit William Broyles junior. Drei Jahre später arbeitete er am Drehbuch zur HBO-Miniserie From the Earth to the Moon mit, die sich ebenfalls mit der Geschichte des Apollo-Programms beschäftigte. Zudem schrieb er das Drehbuch zu Final Fantasy: Die Mächte in dir, dem ersten vollständig computeranimierten Kinofilm mit einer weitgehend realistischen Darstellung von Menschen.

## Filmografie (Auswahl)

### Drehbuch
- 1995: Apollo 13
- 1998: From the Earth to the Moon
- 2001: Final Fantasy: Die Mächte in dir (Final Fantasy: The Spirits Within)

### Regie
- 1989: For All Mankind – Ein großer Schritt für die Menschheit (For All Mankind; auch Produktion)
- 2003: A Land Called Texas (auch Drehbuch)

## Auszeichnungen (Auswahl)
- 1989: Großer Preis der Jury und Publikumspreis auf dem Sundance Film Festival
- 1990: Oscar-Nominierung für For All Mankind
- 1996: Oscar-Nominierung für Apollo 13
- 1996: WGA-Award-Nominierung für Apollo 13